# Marcia Furnilla
Marcia Furnilla var en romersk adelskvinna som levde under 000-talet. Furnilla var Titus andra och sista hustru, innan han blev romersk kejsare. Julia Flavia var deras dotter.